# Festival international du film documentaire et du film d'animation de Leipzig
 (février 2025).
Le Festival international du film documentaire et du film d'animation de Leipzig (en allemand : Internationales Leipziger Festival für Dokumentar- und Animationsfilm), aussi connu sous l’appellation de DOK Leipzig, est le festival le plus ancien consacré au film documentaire et au film d'animation qui se tient chaque année, fin octobre, à Leipzig en Allemagne.
L’édition du 50e anniversaire du festival, en 2007, a remporté un nouveau record de nombre de spectateurs avec 31 000 de spectateurs. En 2009, le montant des prix décernés au cours du festival atteint 67 000 euros.
DOK Leipzig fait partie de Doc Alliance (en) une collaboration entre sept grands festivals européens du documentaire.

## Historique
L'initiative pour la fondation du festival a été prise par le Club der Filmschaffenden der DDR en 1955. Le directeur de ce premier festival de film indépendant était Walter Kernicke.
À cause de dissensions internes, le festival ne se tiendra plus pendant les années 1957 à 1959.
Après la reprise en 1960, le festival commence à s'établir dans le champ du film documentaire sous le nom du Internationale Leipziger Woche für Dokumentar- und Kurzfilm.
En 1962, les prix de la Goldene Taube et de la Silberne Taube (La colombe d'or et la colombe d'argent) sont décernés pour la première fois.
En 1964, Wolfgang Harkenthal devient le nouveau directeur du festival. Les premiers conflits politiques surgissent au cours des événements du Printemps de Prague. Il est vrai que des films critiques pouvaient être montrés dans la programmation, mais des films portant sur le sujet de la Tchécoslovaquie ont été exclus des projections.
À partir de 1971, l'ingérence dans la conception de la programmation et aussi la censure par les autorités publiques de la RDA augmentent fortement et affectent le festival jusqu'en 1989.
Après la descente de la RDA en 1989, le festival est assuré sur le plan financier par les autorités de transition et rebaptisé comme Internationale Leipziger Filmwoche für Dokumentar- und Animationsfilm sous la direction de Christiane Mückenberger.
Le début des années 1990 est marqué par une baisse de fréquentation importante et des salles de cinéma à moitié vides.
En 1994, le cinéaste Fred Gehler devient le nouveau directeur du festival et instaure une compétition de film d'animation séparée de la compétition de film documentaire.
Après la retraite de Fred Gehler, le cinéaste et directeur d'études, Claas Danielsen, prend en charge la direction du festival en 2004. Il introduit un programme de formation pour jeunes réalisateurs avec l'association Discovery Campus (aujourd'hui Documentary Campus), une plateforme pour professionnels du documentaire – DOK Industry – et le nouveau slogan The heART of documentary.
En 2005, le festival obtient le label DOK Leipzig et un nouveau logo. L'année suivante, le DOK Market est lancé. Il s’agit d’une sorte de médiathèque numérique constitué par des postes de visionnage et d’un dispositif de communication pour producteurs, réalisateurs et distributeurs de films qui leur permet d’entrer en contact avec des partenaires.